# Данте (Південна Дакота)
Данте (англ. Dante) — місто (англ. town) в США, в окрузі Чарлз-Мікс штату Південна Дакота. Населення — 75 осіб (2020).

## Географія
Данте розташований за координатами 43°2′27″ пн. ш. 98°11′11″ зх. д. / 43.04083° пн. ш. 98.18639° зх. д. (43.040724, -98.186317).  За даними Бюро перепису населення США в 2010 році місто мало площу 1,14 км², уся площа — суходіл. В 2017 році площа становила 1,29 км², уся площа — суходіл.

## Демографія
Згідно з переписом 2010 року, у місті мешкали 84 особи в 31 домогосподарстві у складі 23 родин. Густота населення становила 74 особи/км².  Було 35 помешкань (31/км²).
Расовий склад населення:
| - 82,1 % — білих - 13,1 % — корінних американців - 2,4 % — азіатів |

До двох чи більше рас належало 2,4 %. Частка іспаномовних становила 0,0 % від усіх жителів.
За віковим діапазоном населення розподілялося таким чином: 34,5 % — особи молодші 18 років, 53,6 % — особи у віці 18—64 років, 11,9 % — особи у віці 65 років та старші. Медіана віку мешканця становила 34,0 року. На 100 осіб жіночої статі у місті припадало 82,6 чоловіків;  на 100 жінок у віці від 18 років та старших — 83,3 чоловіків також старших 18 років.
Середній дохід на одне домашнє господарство  становив 76 682 долари США (медіана — 63 750), а середній дохід на одну сім'ю — 94 987 доларів (медіана — 98 125). За межею бідності перебувало 2,0 % осіб, у тому числі 0,0 % дітей у віці до 18 років та 8,3 % осіб у віці 65 років та старших.
Цивільне працевлаштоване населення становило 48 осіб. Основні галузі зайнятості: роздрібна торгівля — 22,9 %, освіта, охорона здоров'я та соціальна допомога — 22,9 %, будівництво — 14,6 %, фінанси, страхування та нерухомість — 12,5 %.